# Alex Callinicos
Alexander Theodore Callinicos (Rodésia do Sul, atual Zimbabwe, 24 de julho de 1950) é um filósofo político trotskista, membro do Comitê Central  e da Secretaria Internacional do Socialist Workers Party ("Partido dos Trabalhadores Socialistas") do Reino Unido. Foi colaborador da revista francesa Actuel Marx e, desde janeiro de 2010, é editor da revista International Socialism. Foi professor de Política da Universidade de York até setembro 2005, quando se tornou diretor do Centro de Estudos Europeus do King's College de Londres.

## Livros publicados
- 1976: Althusser's Marxism (London: Pluto Press) ISBN 0-90438-302-4
- 1977: Southern Africa after Soweto (com John Rogers) (London: Pluto Press), ISBN 0-90438-342-3
- 1981: Southern Africa after Zimbabwe (London: Pluto) ISBN 0-86104-336-7
- 1982: Is there a future for Marxism? (London: Macmillan). ISBN 0-33328-477-1
- 1983: Marxism and Philosophy (Oxford Paperbacks) (Oxford: Clarendon). ISBN 0-19876-126-0
- 1983: The revolutionary ideas of Karl Marx (London: Bookmarks). ISBN 0-90622-409-8
- 1985: South Africa: the road to revolution (Toronto: International Socialists). ISBN 0-90599-855-3
- 1985: The great strike : the miners’ strike of 1984-5 and its lessons (London: Socialist Worker) ISBN 0-90599-850-2
- 1986: The revolutionary road to Socialism (London: Socialist Workers Party). ISBN 0-90599-853-7
- 1987: The changing working class: essays on class structure today (com Chris Harman) (London: Bookmarks) ISBN 0-90622-440-3
- 1988: South Africa between reform and revolution (London: Bookmarks). ISBN 0-90622-446-2
- 1988: Making history: agency, structure, and change in social theory (Ithaca, N.Y.: Cornell University Press). ISBN 0-80142-121-7
- 1989: Marxist Theory (editor) (Oxford: Oxford University Press). ISBN 0-19827-294-4
- 1990: Trotskyism (Minneapolis: University of Minnesota Press). ISBN 0-81661-904-2
- 1991: The revenge of history: Marxism and the East European revolutions ISBN 0-27100-767-2
- 1991: Against Postmodernism: a Marxist critique (Cambridge: Polity Press). ISBN 0-31204-224-8
- 1992: Between apartheid and capitalism: conversations with South African socialists (editor) (London: Bookmarks). ISBN 0-90622-468-3
- 1994: Marxism and the New Imperialism (London ; Chicago, Ill. : Bookmarks). ISBN 0-90622-481-0
- 1995: Theories and narratives (Cambridge: Polity Press). ISBN 0-74561-201-6
- 1995: Race and class (London: Bookmark Publications). ISBN 0-90622-483-7
- 1995: Socialists in the trade unions (London: Bookmarks) ISBN 1-89887-601-0
- 1999: Social theory: historical introduction (New York: New York University Press). ISBN 0-81471-593-1
- 2000: Equality (Themes for the 21st Century) (Cambridge: Polity Press). ISBN 0-74562-324-7
- 2002: Against the Third Way (Cambridge: Polity Press). ISBN 0-74562-674-2
- 2003: An anti-Capitalist manifesto (Cambridge: Polity Press). ISBN 0-74562-903-2
- 2003: New mandarins of American power: the Bush administration’s plans for the world (Cambridge: Polity Press). ISBN 0-74563-274-2
- 2006: The resources of critique (Cambridge: Polity). ISBN 0-74563-160-6
- 2009: Imperialism and Global Political Economy (Cambridge, Polity). ISBN 0-74564-045-1
- 2010: Bonfire of Illusions: The Twin Crises of the Liberal World (Polity). ISBN 0-74564-876-2

## Artigos
- "The anti-capitalist movement and the revolutionary left"
- "The 'New Middle Class' and socialists" (1983)
- "The grand strategy of the American Empire"
- "Plumbing the depths: Marxism and the Holocaust"
- "Imperialism and Global Political Economy", International Socialism, n°108, 2005.
- "Where is the radical left going?", International Socialism, n° 120, 2008.